# Dette intérieure
Le terme dette intérieure (ou dette interne, ou dette domestique) désigne l'ensemble des créances détenues par les agents économiques résidents d'un État souverain sur cet État.
Ajoutée à la dette extérieure, elle compose la dette souveraine d'un État.
La dette interne est généralement majoritairement libellée dans la monnaie nationale, ce qui la rend insensible aux écarts de change.
Elle se compose en général de trois types de dettes avec l'État pour débiteur :
- Dettes sociales (l'État doit les salaires des fonctionnaires, par exemple)
- Dettes commerciales (fournisseurs sont des créanciers de l'État, par exemple)
- Dettes fiscales (quand l'administration fiscale perçois un excédent de TVA qu'il ne devait percevoir, par exemple)